# Guduča
Guduča är ett vattendrag i Kroatien. Det ligger i den södra delen av landet, 220 km söder om huvudstaden Zagreb.